# Maďarsko na Letních olympijských hrách 2020
Maďarsko na Letních olympijských hrách v Tokiu reprezentovalo 169 sportovců ve 22 sportech. Získali dvacet olympijských medaili, z toho šest zlatých. V medailové tabulce národů jim to stačilo na 15. místo na světě. Tradičně tak dosáhli na nejlepší výsledek z visegrádských států (Polsko 17., Česko 18.) a sedmý nejlepší výsledek mezi evropskými státy. Šlo o 27. maďarskou účast na letních olympijských hrách, v jejich dějinách Maďaři vynechali jen olympiádu v Antverpách roku 1920, kdy nebyli pozváni jako jedna z poražených zemí první světové války, a olympiádu v Los Angeles roku 1984, kdy se připojili k bojkotu zemí východního bloku.

## Medailisté
| Medaile | Jméno                                                           | Sport           | Soutěž                     |
| ------- | --------------------------------------------------------------- | --------------- | -------------------------- |
| Zlato   | Áron Szilágyi                                                   | Šerm            | Muži šavle                 |
| Zlato   | Kristóf Milák                                                   | Plavání         | Muži 400 m motýlek         |
| Zlato   | Bálint Kopasz                                                   | Kanoistika      | Muži K-1 1000 metrů        |
| Zlato   | Tamás Lőrincz                                                   | Zápas           | Muži řecko-římský do 77 kg |
| Zlato   | Sándor Tótka                                                    | Kanoistika      | Muži K-1 200 metrů         |
| Zlato   | Anna Kárászová Danuta Kozáková Tamara Csipesová Dóra Bodonyiová | Kanoistika      | Ženy K-4 500 metrů         |
| Stříbro | Gergely Siklósi                                                 | Šerm            | Muži kord                  |
| Stříbro | Kristóf Milák                                                   | Plavání         | Muži 100 metrů motýlek     |
| Stříbro | Ádám Varga                                                      | Kanoistika      | Muži K-1 1000 metrů        |
| Stříbro | Zsombor Berecz                                                  | Jachting        | Muži třída Finn            |
| Stříbro | Viktor Lőrincz                                                  | Zápas           | Muži řecko-římský do 87 kg |
| Stříbro | Kristóf Rasovszky                                               | Plavání         | Muži 10 km maratón         |
| Stříbro | Tamara Csipesová                                                | Kanoistika      | Ženy K-1 500 metrů         |
| Bronz   | Áron Szilágyi András Szatmári Tamás Decsi Csanád Gémesi         | Šerm            | Družstvo mužů šavle        |
| Bronz   | Krisztián Tóth                                                  | Judo            | Muži do 90 kg              |
| Bronz   | Danuta Kozáková Dóra Bodonyiová                                 | Kanoistika      | Ženy K-2 500 metrů         |
| Bronz   | Sarolta Kovácsová                                               | Moderní pětiboj | Ženy závod jednotlivkyň    |
| Bronz   | Gábor Hárspataki                                                | Karate          | Muži do 75 kg              |
| Bronz   | Maďarská ženská reprezentace ve vodním pólu                     | Vodní pólo      | Turnaj žen                 |
| Bronz   | Maďarská mužská reprezentace ve vodním pólu                     | Vodní pólo      | Turnaj mužů                |